# Paolo Barbieri
Paolo Barbieri (Mantova, 13 agosto 1971) è un illustratore italiano.

## Biografia
Nato a Mantova il 13 agosto 1971, Barbieri inizia ad appassionarsi al disegno quando ancora bambino, nel 1978, con la comparsa in televisione di un cartone animato giapponese, Atlas Ufo Robot (UFO Robot Goldrake), del maestro Go Nagai, iniziò a ritrarre l'eroe spaziale ovunque, e in qualunque modo.
Frequentando l'Istituto d'arte di Mantova e un'accademia di Milano approfondisce alcune tecniche di disegno, tra cui l'aerografo. Di seguito, come autodidatta, ha continuato il suo percorso artistico che da appassionato di fantascienza lo ha proiettato nei mondi fantasy che tuttora illustra in varie pubblicazioni.
Nel 1996 inizia a collaborare con le case editrici realizzando copertine di libri e illustrazioni per fascicoli di vario genere.
Nel 2001 è direttore del reparto colori alle scenografie in Aida degli alberi, film d'animazione italiano diretto da Guido Manuli e musicato da Ennio Morricone.
Il suo nome diviene conosciuto al grande pubblico quando nel 2004 realizza la copertina di Nihal della terra del vento, primo volume delle Cronache del Mondo Emerso di Licia Troisi, con la quale continua a collaborare negli anni successivi realizzando due libri illustrati basati sulle prime due trilogie della scrittrice romana, Le creature del Mondo Emerso, Le guerre del Mondo Emerso - Guerrieri e creature. La collaborazione continua per le copertine delle saghe La ragazza drago e I regni di Nashira.
È stato l'artista "guest of honor" a Lucca Games 2011 e gli è stata dedicata una delle mostre all'interno di Palazzo Ducale. In quell'occasione ha presentato il suo libro illustrato Favole degli Dei, di cui è autore unico, e in cui ha reinterpretato i personaggi della mitologia greca.

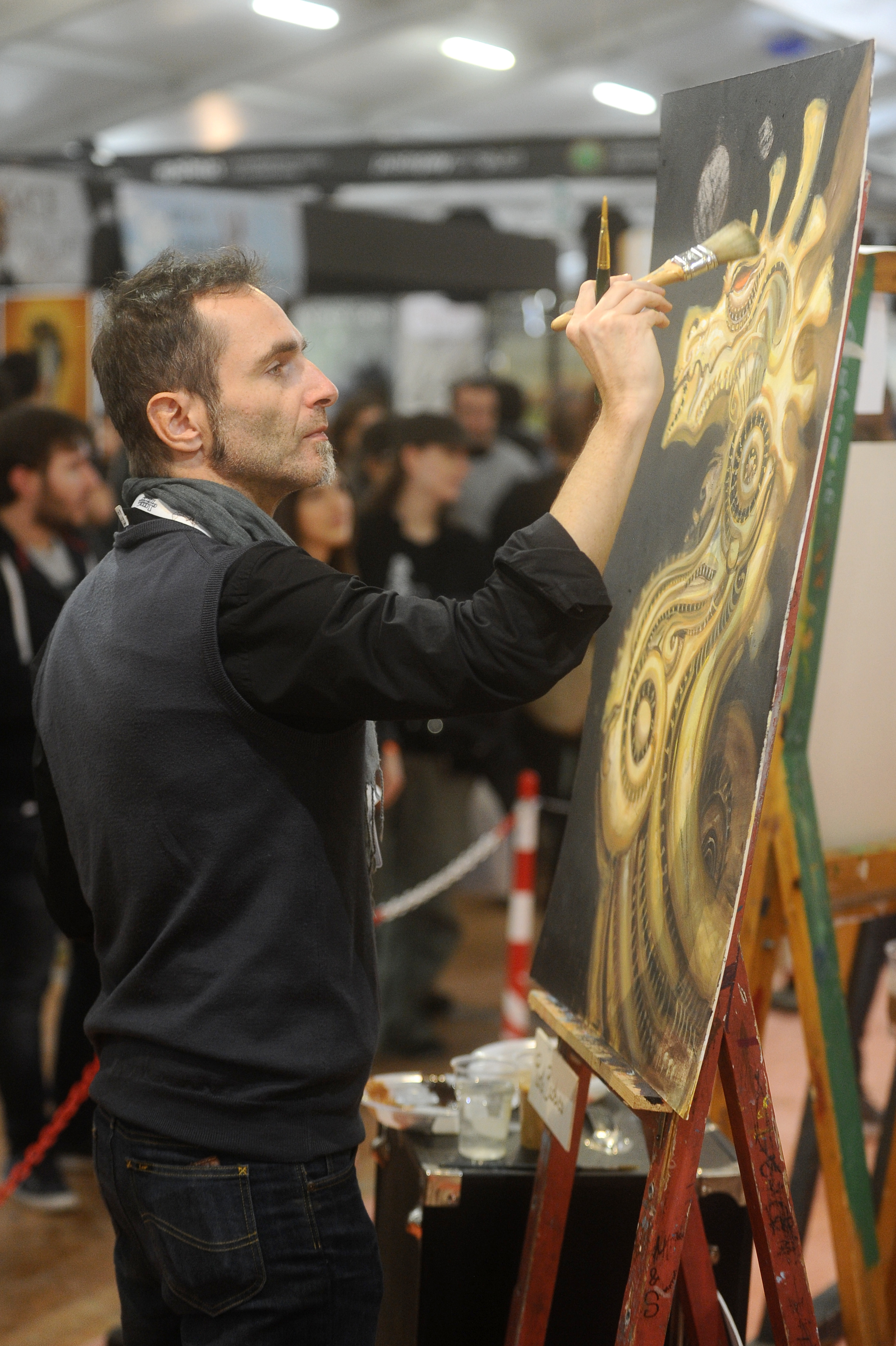
Paolo Barbieri a Lucca Comics & Games 2017

Barbieri è l'autore delle copertine e delle illustrazioni dei libri italiani di molti autori quali Brian Jacques, Sergej Luk'janenko, Ursula K. Le Guin, Robert E. Howard, Lian Hearn, Susan Cooper, Robert Holdstock, J. P. Rylan, Cornelia Funke, Michelle Paver, Mark Robson, Cristina Brambilla, George R. R. Martin, Uri Orlev, Robert Louis Stevenson, David Eddings, Pierre Grimbert, Marion Zimmer Bradley, Lawrence Watt-Evans, Laura Gallego García, Francesco Dimitri, Steven Piziks, Michael Crichton, Clive Cussler, Torey L. Haiden, Bernard Cornwell, Wilbur Smith, Michael Di Mercurio, Jan Guillou, Umberto Eco, Andy Mc Dermott, Roberto Giacobbo, Dale Brown, Patrick Robinson, Desmond Bagley, Alberto Angela, Herbie Brennan, Cassandra Clare, Terry Brooks, Cassandra Clare, James Patterson e molti altri. Un discorso a parte meritano i libri di Licia Troisi, di cui ha realizzato tutte le copertine edite da Mondadori tra il 2004 e il 2013.
Barbieri ha realizzato i poster per le convention del fumetto Mantova Comics & Games 2009 e Cavacon 2013.
Negli ultimi anni, le opere di Barbieri sono state selezionate dalla rivista internazionale Spectrum.

## Opere

### Libri illustrati originali
- Le creature del Mondo Emerso, libro illustrato in collaborazione con Licia Troisi, Mondadori, 4 novembre 2008.
- Le guerre del Mondo Emerso - Guerrieri e creature, libro illustrato in collaborazione con Licia Troisi, Mondadori, 26 ottobre 2010
- Favole degli Dei, libro illustrato, Mondadori, 18 ottobre 2011
  - Favole degli Dei, versione estesa, libro illustrato, Sergio Bonelli, 1 giugno 2022
- L'inferno di Dante, libro illustrato, Mondadori, 23 ottobre 2012
  - L'inferno di Dante, versione estesa, libro illustrato, Sergio Bonelli, 10 giugno 2021
- Apocalisse, libro illustrato, introduzione di Luca Enoch, Mondadori, 22 ottobre 2013
  - L'Apocalisse, versione estesa, libro illustrato, Sergio Bonelli, 14 luglio 2023
- Fiabe immortali, libro illustrato, introduzione di Herbie Brennan, Mondadori, 21 ottobre 2014
  - Fiabe immortali, versione estesa, libro illustrato, Sergio Bonelli, 9 dicembre 2022
- Zodiac, libro illustrato, testi di Gero Giglio, Lo Scarabeo, 16 novembre 2016
- Draghi e altri animali, libro illustrato, Mondadori, 24 ottobre 2017
- Fantasy Cats, libro illustrato, testi di Emanuele Vietina, Lo Scarabeo, 7 dicembre 2017
  - Gatti. Leggende & misteri, versione estesa, libro illustrato, Sergio Bonelli, 23 maggio 2025
- Unicorns, libro illustrato, Lo Scarabeo, 8 novembre 2018
  - Storie di Unicorni, versione estesa, libro illustrato, Sergio Bonelli, 5 aprile 2024
- StarDragons, libro illustrato, Lo Scarabeo, 7 novembre 2019
  - Draghi. I custodi delle stelle, versione estesa, libro illustrato, Sergio Bonelli, 4 luglio 2025
- NightFairies, libro illustrato, testi di John Howe, Lo Scarabeo, 10 dicembre 2020
- Alice in Wonderland, libro illustrato, Lo Scarabeo, 4 novembre 2022
- Il Mago di Oz, libro illustrato, testi di Lyman Frank Baum, Lo Scarabeo, 15 ottobre 2023
- L'Odissea, libro illustrato, Sergio Bonelli, 5 novembre 2024
- Dracula, libro illustrato, Sergio Bonelli, ottobre 2025

### Raccolta di bozze
- Sogni, raccolta di illustrazioni, Lo Scarabeo, 26 maggio 2016

### Collaborazioni
- Draghi, dirigibili e mongolfiere. C'era una volta a Milano, racconto in collaborazione con Luca Crovi, Oligo, 19 settembre 2019
- I venti del male. I più grandi cattivi di tutti i tempi raccontano come il male è cominciato, racconto in collaborazione con Manlio Castagna, Mondadori, 6 ottobre 2020

### Altre opere

#### Carte
- Tarot, i tarocchi di Paolo Barbieri, Lo Scarabeo, 15 settembre 2015
- Zodiac Oracle, gli oracoli di Paolo Barbieri, testi di Barbara Moore, Lo Scarabeo, 10 marzo 2017
- Chinese Oracle, gli oracoli di Paolo Barbieri, testi di Barbara Moore, Lo Scarabeo, 11 ottobre 2018
- Fantasy Cats Oracle, gli oracoli di Paolo Barbieri, testi di Emanuele Vietina, Lo Scarabeo, 8 novembre 2019
- Unicorns Oracle, gli oracoli di Paolo Barbieri, Lo Scarabeo, 15 novembre 2020
- StarDragons Oracle, gli oracoli di Paolo Barbieri, Lo Scarabeo, 1 aprile 2021
- NightFairies Oracle, gli oracoli di Paolo Barbieri, testi di John Howe, Lo Scarabeo, 1 settembre 2022
- Dante's Inferno Oracle, gli oracoli di Paolo Barbieri, Lo Scarabeo, 8 novembre 2023
- Alice in Wonderland Oracle, gli oracoli di Paolo Barbieri, Lo Scarabeo, 8 maggio 2024

#### Calendari
- Zodiac Fantasy - Calendar 2017, calendario da muro, Lo Scarabeo, 8 luglio 2016
- Fantasy Cats - Calendar 2019, calendario da muro, Lo Scarabeo, 5 aprile 2018
- Unicorns - Calendar 2020, calendario da muro, Lo Scarabeo, 8 luglio 2019
- StarDragons - Calendar 2021, calendario da muro, Lo Scarabeo, 25 maggio 2020
- NightFairies - Calendar 2022, calendario da muro, Lo Scarabeo, 8 luglio 2021
- Dèi - Calendar 2023, calendario da muro, Lo Scarabeo, 12 dicembre 2023